# Irmgardiskapelle

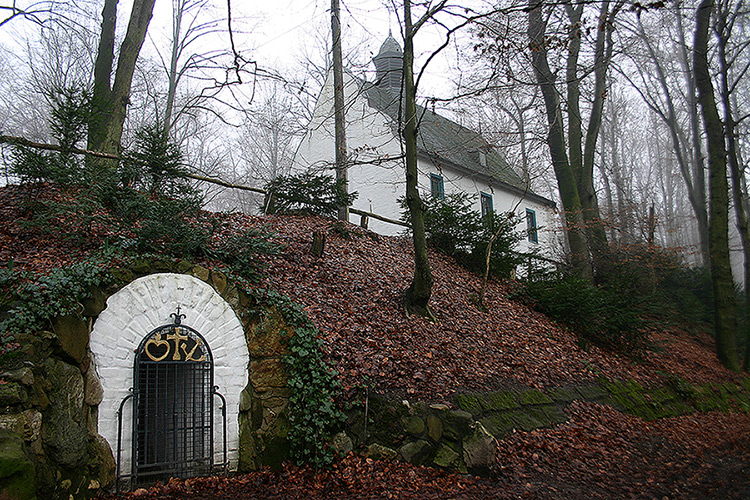
Irmgardiskapelle mit Brunnen auf dem Heiligenberg in Süchteln

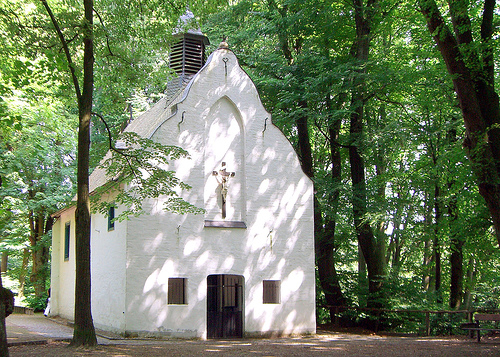
Irmgardiskapelle, Blick auf die Westseite

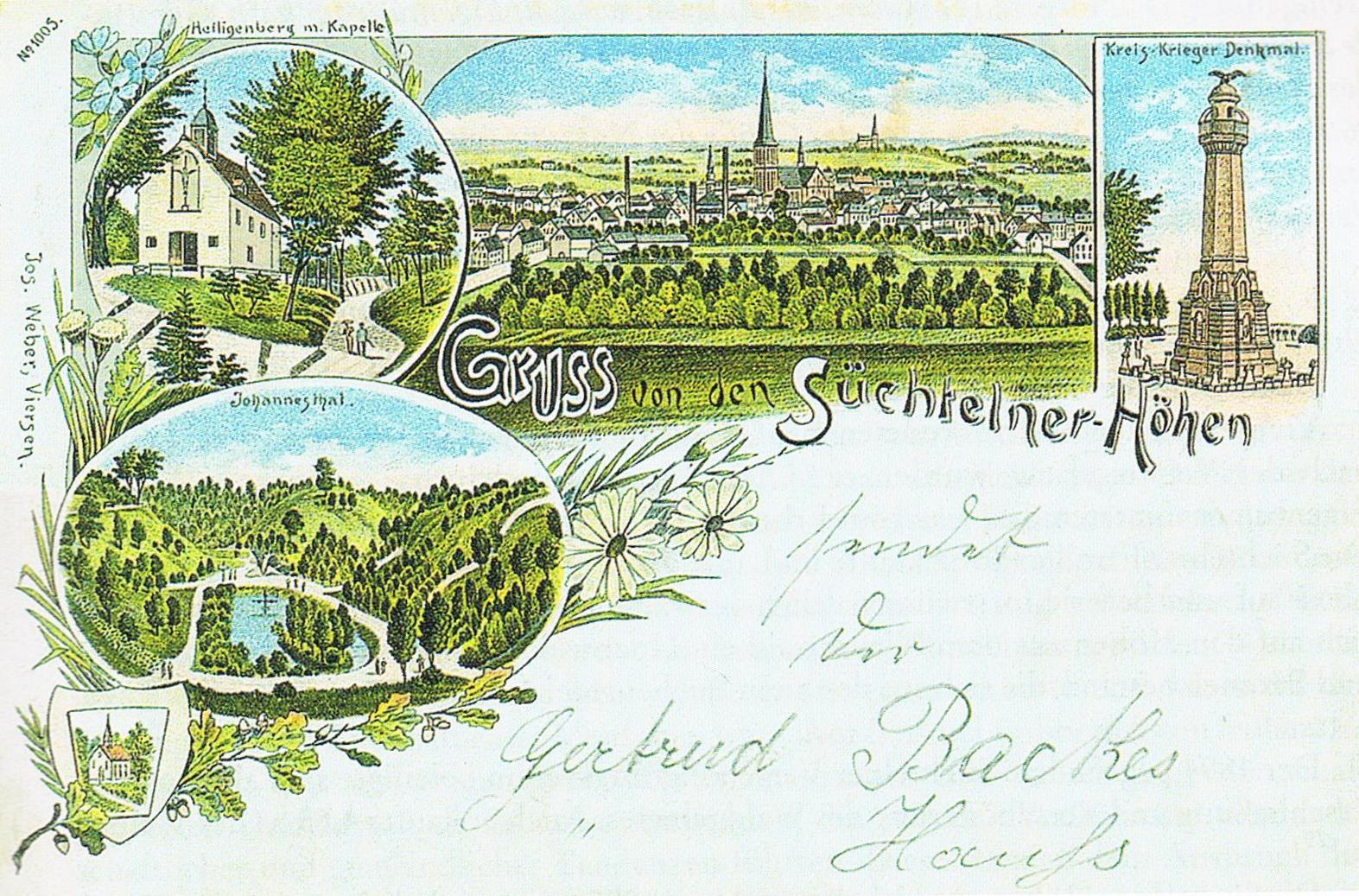
Ansichtskarte Süchtelner Höhen von 1897

Die Irmgardiskapelle ist eine Kapelle in den Süchtelner Höhen im Viersener Stadtteil Süchteln in Nordrhein-Westfalen. Der Ort, an dem die Kapelle steht, wird Heiligenberg genannt.

## Geschichte
Es ist belegt, dass ab 1498 dort ein kleines Gotteshaus stand, das jedoch bis 1589 vollständig zerstört wurde. Im Jahre 1664 wurde an dieser Stelle die heutige Kapelle zu Ehren der Schutzheiligen Irmgard von Süchteln gebaut. Als Erbauer gilt der Abt des Benediktinerklosters St. Pantaleon in Köln, der im Jahre 1681 zusätzlich einen Altar stiftete.

## Irmgardisbrunnen
Am Südhang hinter der Kapelle befindet sich der Irmgardisbrunnen (Irmgardis-Pöttsche). Er ist versehen mit einem erst 1948 geschmiedeten, kleinen Tor, auf dem Kreuz, Herz und Anker als Zeichen der drei göttlichen Tugenden Glaube, Liebe und Hoffnung zu sehen sind.

## Irmgardisoktav, Irmgardiswallfahrt und Irmgardispfad
Im September eines jeden Jahres, jeweils in der Woche nach oder ab dem 4. September (dem Namenstag der Heiligen), wird die Irmgardisoktav gefeiert. Zu Oktavbeginn zieht eine Prozession auf den Heiligenberg, wo ein ausgedehnter Gottesdienst im Wald vor der Kapelle stattfindet. Zum 500-jährigen Jubiläum der Irmgardiswallfahrt im Jahr 1998 war der Kölner Erzbischof und Kardinal Joachim Meisner zu Gast. In den Jahren 2006 und 2009 besuchte Bischof Heinrich Mussinghoff die Irmgardisoktav. 
Die Irmgardiskapelle ist außerdem Start- bzw. Zielpunkt des Irmgardispfades, eines als Wander- und Pilgerpfad gedachten Weges für Radfahrer und Fußgänger, der innerhalb des Viersener Stadtgebiets von der Irmgardiskapelle zum Helenenbrunnen nach Helenabrunn führt.